# Коритниця (Устилузька міська громада)
Кори́тниця — село в Україні, в Устилузькій міській територіальній громаді Володимирського району Волинської області.
Населення становить 367 осіб. Кількість дворів (квартир) — 124. З них 8 нових (після 1991 р.).

## Географія
Селом протікає річка Золотуха.

## Сьогодення
В Коритниці працює клуб, бібліотека, фельдшерсько-акушерський пункт, відділення зв'язку, 3 торговельних заклади.
В селі доступні такі телеканали: УТ-1, 1+1, СТБ, Інтер, Обласне телебачення.
Село негазифіковане. Дорога з твердим покриттям в незадовільному стані. Наявне постійне транспортне сполучення з районним та обласним центрами.
У серпні 2015 року село увійшло до складу новоствореної Устилузької міської громади.
12 червня 2020 року, відповідно до розпорядження Кабінету Міністрів України № 708-р «Про визначення адміністративних центрів та затвердження територій територіальних громад Волинської області», увійшло до складу Устилузької міської територіальної громади.
19 липня 2020 року, в результаті адміністративно-територіальної реформи та ліквідації  Володимир-Волинського району(1940—2020), село увійшло до новоутвореного Володимир-Волинського району (від 18 липня 2022 Володимирського).

## Населення
Згідно з переписом УРСР 1989 року чисельність наявного населення села становила 391 особа, з яких 177 чоловіків та 214 жінок.
За переписом населення України 2001 року в селі мешкало 365 осіб.

### Мова
Розподіл населення за рідною мовою за даними перепису 2001 року:
| Мова       | Відсоток |
| ---------- | -------- |
| українська | 98,91 %  |
| російська  | 1,09 %   |